# Tororatten
Die Tororatten (Toromys) sind eine Gattung von Nagetieren in der Familie der Stachelratten mit drei Arten, die im nördlichen Südamerika vorkommen. Die Arten zählten vor 2005 zu den Kammstachelratten (Echimys) oder zu anderen Stachelratten-Gattungen.

## Arten und Verbreitung
Folgende Arten zählen zur Gattung.
- Die Schwarze Tororatte Toromys grandis bewohnt das östliche Amazonasbecken in Brasilien.
- Die Peru-Tororatte Toromys rhipidurus ist in Peru östlich der Anden verbreitet und erreicht möglicherweise Ecuador.
- Die Weißbauch-Tororatte Toromys albiventris kommt in zwei Örtlichkeiten am Río Ucayali in Peru vor.

## Merkmale
Mit einer durchschnittlichen Kopf-Rumpf-Länge von 307 mm ist die Schwarze Tororatte größer als die Peru-Tororatte, die ohne Schwanz etwa 237 mm lang wird. Der Schwanz ist etwas kürzer als die anderen Körperteile zusammen. Typisch für die Gattung ist ein gut behaarter Schwanz, jedoch nimmt bei der Schwarzen Tororatte die Dichte der Haare zur Spitze hin ab. Auf der Oberseite befinden sich Stacheln und borstige Haare, die an den Spitzen dünner werden und Haaren ähneln. An den Fußsohlen kommen warzenartige Gebilde zwischen den Ballen vor. Der Schädel ist ungefähr wie bei den Kammstachelratten oder Kurzstachelratten (Proechimys) gebaut. Verglichen mit der Gattung Makalata ist die Zahnreihe länger.
Je nach Art ist die Oberseite rotbraun, goldbraun bis schwarzbraun gefärbt und der Schwanz hat eine dunkelbraune bis schwarze Farbe.

## Lebensweise
Die nachtaktiven Exemplare leben im Flachland und klettern in Bäumen. Sie ruhen am Tage in Baumhöhlen und halten sich in der Nähe von Wasserläufen auf. Bei Toromys rhipidurus enthält ein Wurf zwei oder drei Neugeborene.

## Gefährdung
Regional wirken sich Waldrodungen negativ aus. Die bewohnten, oft überschwemmten Gebiete sind jedoch recht unattraktiv als Acker- oder Bauland. Die IUCN listet Toromys grandis als nicht gefährdet (least concern) und Toromys rhipidurus aufgrund fehlender Informationen zur Populationsgröße mit unzureichende Datenlage (data deficient). Toromys albiventris wurde 2018 als neue Art beschrieben. Sie ist noch in der IUCN Red List erfasst, gilt aber laut ASM Mammal Diversity Database als gültige Art. 